# Actors Studio
L'Actors Studio és una associació estatunidenca d'actors professionals, directors de teatre i dramaturgs ubicada a l'Old Labor Stage, 432 West 44th Street a Manhattan, Nova York. Va ser fundada l'any 1947 per Elia Kazan, Chery Crawford i Robert Lewis. L'estudi és conegut sobretot pel seu mètode de formació d'actors, basat en les teories que va desenvolupar l'home de teatre rus Konstantin Stanislavskij. Als anys 30, a partir d'aquestes teories es va crear el "Method Acting" o, simplement, "el Mètode", sistema d'ensenyament aplicat per l'escola.
L'objectiu de l'Actors Studio era permetre als actors confirmats perfeccionar el seu art en la intimitat d'un taller, permetent-los treballar junts en un entorn experimental i prendre riscs com a intèrprets sense les pressions dels papers comercials.
L'escola va adquirir una fama i un prestigi internacionals a partir del 1951, quan va ser dirigida per Lee Strasberg, convertint-se als Estats Units en la referència per al teatre i el cinema gràcies a l'èxit professional d'antics alumnes com Marlon Brando, James Dean o Elizabeth Taylor.
Actualment, l'Actors Studio s'ha estès arreu dels Estats Units i fins i tot a l'estranger.

## El MètodeoMethod Acting
El sistema d'ensenyament desenvolupat a l'Actors Studio es caracteritza per privilegiar una identificació física i psicològica total de l'actor amb el seu personatge. Es tracta d'una tècnica d'actuació particularment naturalista i psicològica, permetent una gran llibertat, que s'oposa a la interpretació estilitzada i a la teatralitat exagerada. Per això s'utilitzen tècniques com la improvisació, la investigació sobre la memòria sensorial, el passat del personatge, el gest psicològic, etc.
Lee Strasberg considerava que el comediant ha de fer "existir" el seu personatge, sent capaç de recrear tot allò que calgui a través de la seva pròpia memòria afectiva per tal de "viure realment" circumstàncies imaginàries. L'actor ha de pouar en les seves vivències per a poder respondre a la pregunta: "que és el que em motivaria a reaccionar com el personatge?".
Aquest sistema es contraposa al sistema de teatre físic, que va aparèixer als anys 70 per a protegir psicològicament als actors i alhora dotar-los d'un més ampli ventall d'emocions i accions amb la fi de poder crear personatges més rics.

## Llista incompleta d'alguns dels seus alumnes
| - Edward Albee - James Baldwin - Marlon Brando - Matthew Broderick - Nicolas Cage - Montgomery Clift - Tom Cruise - Willem Dafoe - Robert De Niro - James Dean - Robert Duvall | - Laurence Fishburne - Jane Fonda - Andy Garcia - Gene Hackman - Tom Hanks - Dustin Hoffman - Dennis Hopper - Ron Howard - Holly Hunter - Harvey Keitel - Nicole Kidman | - Martin Landau - Tommy Lee Jones - Karl Malden - John Malkovich - Steve McQueen - Marilyn Monroe - Julianne Moore - Paul Newman - Jack Nicholson - Al Pacino - Michelle Pfeiffer | - Sidney Poitier - Julia Roberts - Mickey Rourke - Meg Ryan - Susan Sarandon - Sissy Spacek - Kevin Spacey - Rod Steiger - Sharon Stone - Meryl Streep - Barbra Streisand | - Elizabeth Taylor - Charlize Theron - Christopher Walken - Eli Wallach - Gene Wilder - Bruce Willis - Tennessee Williams - Shelley Winters - Joanne Woodward - Renée Zellweger |